# 阿爾費·莫森
阿爾費·莫森（英語：Alfie Mawson；1994年1月19日—）是英格蘭足球運動員。在場上的位置是中後衛。現效力於英甲俱乐部韋甘比。

## 外部連結
- 足球数据库：阿爾費·莫森的球员统计数据